# Aleksandr Aliábiev
Aleksandr Aleksándrovich Aliábiev (en ruso, Александр Александрович Алябьев) (Nació el 4 [15] de agosto de 1787 en Tobolsk- Murió el 22 de febrero [6 de marzo] de 1851 en Moscú) fue un compositor ruso, pianista y director de orquesta. En el siglo XIX adquirió mucha fama, escribió aproximadamente 200 canciones, 6 óperas, 20 comedias musicales, entre otras obras. Su obra más reconocida es "El ruiseñor", una canción basada en un poema de Antón Délvig (1826).

## Biografía
Aleksandr Aleksándrovich Aliábiev nació el 15 de agosto de 1787 en una familia noble en Tobolsk. Su padre Aleksander Vasiliévich Aliábiev (1746-1822) era vicegobernador de la ciudad en aquella época.
En 1801 Aliábiev ingresó en el ejército ruso como Unter- Shihtmeyster de tercer grado en Berg-Collegium (1801) en San Petersburgo, y más adelante, pasó a ser Shihtmeyster en 14 grado (1803) en Moscú. En 1810 publicó sus primeras obras musicales.
Aliábiev participó en la guerra de 1812 y en las tropas militares extranjeras del ejército ruso en 1813-14 (tercer regimiento de cosacos de Ucrania- 1812, Irkutsk y Akhtyrsky Húsares- 1813-14). Participó en la captura de Dresde organizado por los rebeldes con un famoso poeta, Denis Davedov. Sin embargo, durante la captura de Dresde este fue herido gravemente.
Participó en la batalla de Leipzing, batallan en el Rin y la toma de París. Fue galardonado con dos Órdenes de San Anna (3.er grado), la Orden de San Vladimir (4.o grado) y una medalla para conmemorar la guerra de 1812 que puso fin a la guerra con el grado de Capitán. Continuó su carrera militar a San Petersburgo, donde compuso, en 1815, una de sus primeras obras, una canción húsar "Un día más".
En 1823, Aliábiev con el rango de teniente coronel, se retiró del uniforme y pensión completa. Vivió en Moscú y San Petersburgo. En esa época estrechó lazos con el escritor Mijaíl Zahoskin y el compositor Alekséi Verstauski.
A principios de 1825 Aliábiev fue arrestado bajo sospecha de asesinato de T.M. Vremeva y a pesar de falta de pruebas fue condenado al exilio en Siberia, con la privación de todos los derechos y títulos nobiliarios. La razón principal de tal sentencia severa fue por la sospecha de que Aliábiev estaba relacionado y tenía contacto con círculos decembristas. Todas las solicitudes a favor de Aliábiev para cambiar su destino (otro que no fuera Siberia, ya que en esa época era el destino de mayor riesgo para los presos) fueron rechazados por el zar Nicolás I.
En 1828, después de 3 años de prisión, Aliábiev fue enviado a Tobolsk, allí organizó una orquesta sinfónica (música cosaca), dirigiendo conciertos sinfónico-corales, actuó como director de orquesta y pianista. Por este tiempo publica sus romanzas más famosas, publicado en el libro Norte Singer (1828-1831), y una serie de obras orquestales.
En 1832-33 Aliábiev vive en Kavkas, en 1834 en Orenburg, después en un pueblo de Moscú (desconocido). En aquel momento pone mucho interés en música de los pueblos rusos, compuso obras Kavkasas, bashkiria, Kirguistán, Turkmenistán, canciones populares Tártaras, recopilados y publicados (junto al historiador de Ucrania folclorista M.A. Maximovich) en la colección "Voces de canciones de Ucrania" (1832, publicado en 1834).
En 1843, Aliábiev recibió permiso para vivir en Moscú bajo la supervisión de la policía. Aquí comenzó a moverse en un ámbito de músicos y dramaturgos y comienza a componer música para espectáculos teatrales. En 1847, estrechó una amistad con el compositor Aleksandr Dargomyzhski.
Aliábiev es autor de la música de vodeviles como "La bailarina-actriz viajera, o Las tres hermanas-novias" de Pimen Nikolayevich Arapov (en ruso «Путешествующая танцовщица-актриса, или Три сестры-невесты»), o como también "La diversión del califa, o Chistes para un día" de Aleksandr Ivánovich Pisarev (en ruso «Забавы Калифа, или Шутки на одни сутки»).
Aliábiev estuvo casado en el año 1840 con Katerina Aleksandrova Ofrosimova la cual adquirió este apellido de su primer matrimonio, sin embargo su apellido de soltera era Rimski-Korsakova (1803-1854). No tuvieron hijos propios pero tenían a su cargo a la hermana de un historiador del Monasterio Simonov, Leonile Passek, a la cual la esposa de Aliábiev acogió para mejorar su educación (1831).
Aliábiev murió en Moscú el 22 de febrero de 1851 y fue enterrado en el Monasterio Simonov junto al resto de su familia.

### Música
§ ROMANZAS:
- Dos pájaros y Carretera de invierno, sobre poemas de Aleksander Pushkin (en ruso  «Два ворона», «Зимняя дорога»).

- Campana nocturna, sobre un poema de I. Kozlova; en ruso «Вечерний звон» (Ивана Козлова).

- El vagabundo, sobre un poema de P. Beranshe en traducción de Dimitri Lenskoy; en ruso «Нищая» (Беранже - Дмитрия Ленского).

§ ÓPERAS:
- Luz de la luna (Лунная ночь, или Домовые, 1822, publicado 1823 Teatro Bolshoi de San Petersburgo).

- La tempestad (Буря, 1830).

- Edwin y Oscar (Эдвин и Оскар, 1830, sin terminar).

- Noche mágica (Волшебная ночь, 1838 a 1839- sin terminar).

- El pescador y la sirena, o La poción malvada (Рыбак и русалка, или Злое зелье, 1841-1843).

- Ammalat-Beck (Аммалат-Бек, 1842-1847).

§ BALLET:
- El tambor mágico, o Una continuación de La flauta mágica (1827).

- Prólogo El triunfo de la música. La apertura del Teatro Bolshoi (colab. con Verstovsky y Scholz, 1824, publicado en 1825).

- Prisionero del Cáucaso (Poemas de Alexander Pushkin, 1828?).

- Compuso El ruiseñor en 1825 mientras se encontraba en prisión. La pieza se hizo muy popular: Liszt y Glinka escribieron variaciones para piano sobre ese tema y Henri Vieuxtemps una fantasía para violín. (en ruso Антона Дельвига: «Соловей») (1826).